# Sloka (stacja kolejowa)
Sloka (ros. Слока) – stacja kolejowa w miejscowości Jurmała (w dzielnicy Sloka), na Łotwie. Położona jest na linii Ryga (Torņakalns) - Tukums.
Kończy tu się biegnąca od Rygi linia dwutorowa. Dalsza część linii w stronę Tukumsu posiada jeden tor.

## Historia
Stacja została zbudowana w 1877 roku, w tym samym czasie, co linia kolejowa. Pierwotny budynek dworca zachował się do dziś. Drogi dojazdowe do papierni i cementowni Sloka zostały zbudowane w 1906 roku.